# Музей Шевченка в Торонто
Музе́й Шевче́нка в Торо́нто — єдиний музей, присвячений життю і творчості Тараса Шевченка, що розташований на американському континенті. Заснований 1952 року в Північному Оквілі, відроджений 1995 року в Торонто (Канада).

## Короткий опис
Музей було засновано 1952 року в Північному Оквілі за ініціативи ТОУК. Музей в Північному Оквілі згорів 1988 року. У вересні 1995 року, через 8 років після пожежі, музей було заново відкрито в місті Торонто. Музей складається з 5 кімнат: трьох — на першому поверсі, а також бібліотеки й художньої галереї на другому.
У музеї зібрано чимало артефактів, пов'язаних з життям Тараса Шевченка. Тут представлена збірка українського декоративного мистецтва, експозиція про життя українських емігрантів у Канаді та книжкова Шевченкіана: рідкісні та факсимільні видання Шевченка, численні переклади переважно англійською мовою, наукова література. Вебсторінка музею була першою сторінкою в інтернеті, присвяченою Тарасові Шевченку.